# Télémacos de Pharsale
Télémacos de Pharsale (grec ancien : Τηλέμαχος ο Φαρσάλιος), est un vainqueur olympique du Ve siècle av. J.-C. originaire de Pharsale.

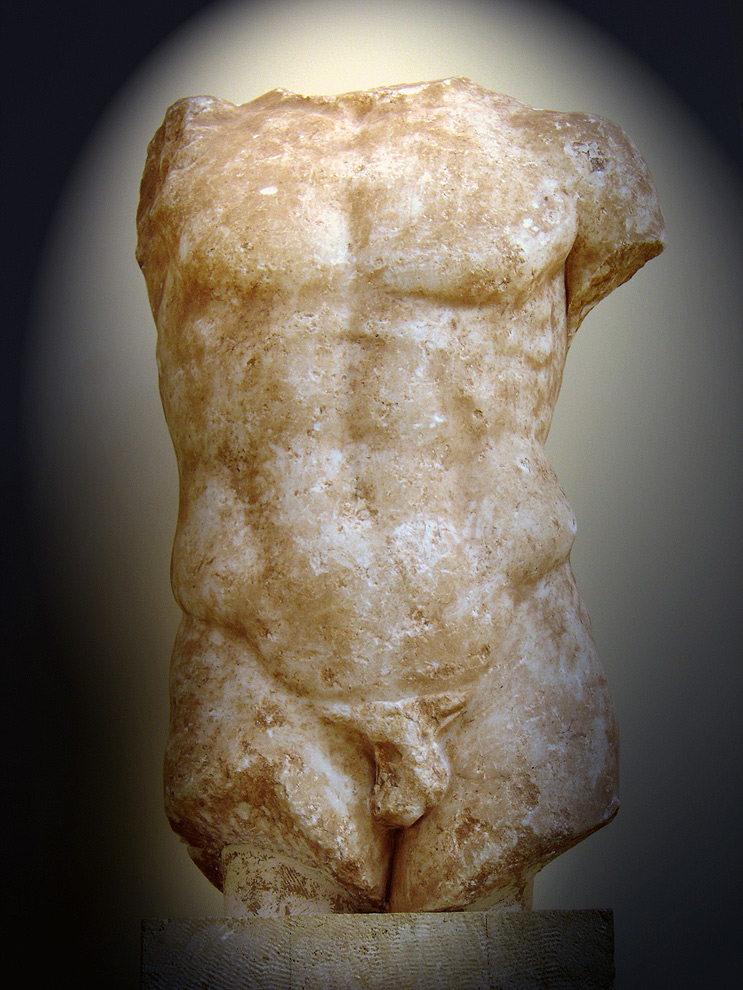
Buste de Télémacos au musée archéologique de Delphes.

Il remporte l'épreuve de lutte lors des 74es jeux en 484 av. J.-C. après avoir tué, sans le vouloir, l'un de ses adversaires,,. Il est periodonikès : ayant remporté une victoire à chacun des jeux pentétériques (jeux olympiques, les jeux isthmiques, les jeux néméens et les jeux pythiques) au cours de la « période ».
Fils d'Aknonios, il est le frère d'Hagias de Pharsale qui remporte probablement le pancrace lors de ces mêmes jeux,,. Un autre de ses frères, Agelaos, remporte le stadion des enfants aux Jeux pythiques. L'arrière petit-fils d'Hagias, Daochos, finance vers 336-332 av. J.-C. un groupe statuaire réalisé par Lysippe les célébrant à Delphes,,.

## Sources
- (de) Wolfgang Decker, Antike Spitzensportler : Athletenbiographien aus dem Alten Orient, Ägypten und Griechenland, Hildesheim, Arete Verlag, 2014, 201 p. (ISBN 978-3-942468-23-7).
- (en) Mark Golden, Sport in the Ancient World from A to Z, Londres, Routledge, 2004, 184 p. (ISBN 0-415-24881-7).
- A. Jacquemin et D. Laroche, « Le Monument de Daochos ou le trésor des Thessaliens », Bulletin de Correspondance Hellénique, vol. 125,‎ 2001, p. 305-332.
- (it) Luigi Moretti, « Olympionikai, i vincitori negli antichi agoni olimpici », Atti della Accademia Nazionale dei Lincei, vol. VIII,‎ 1959, p. 55-199.